# Ensemble Modern

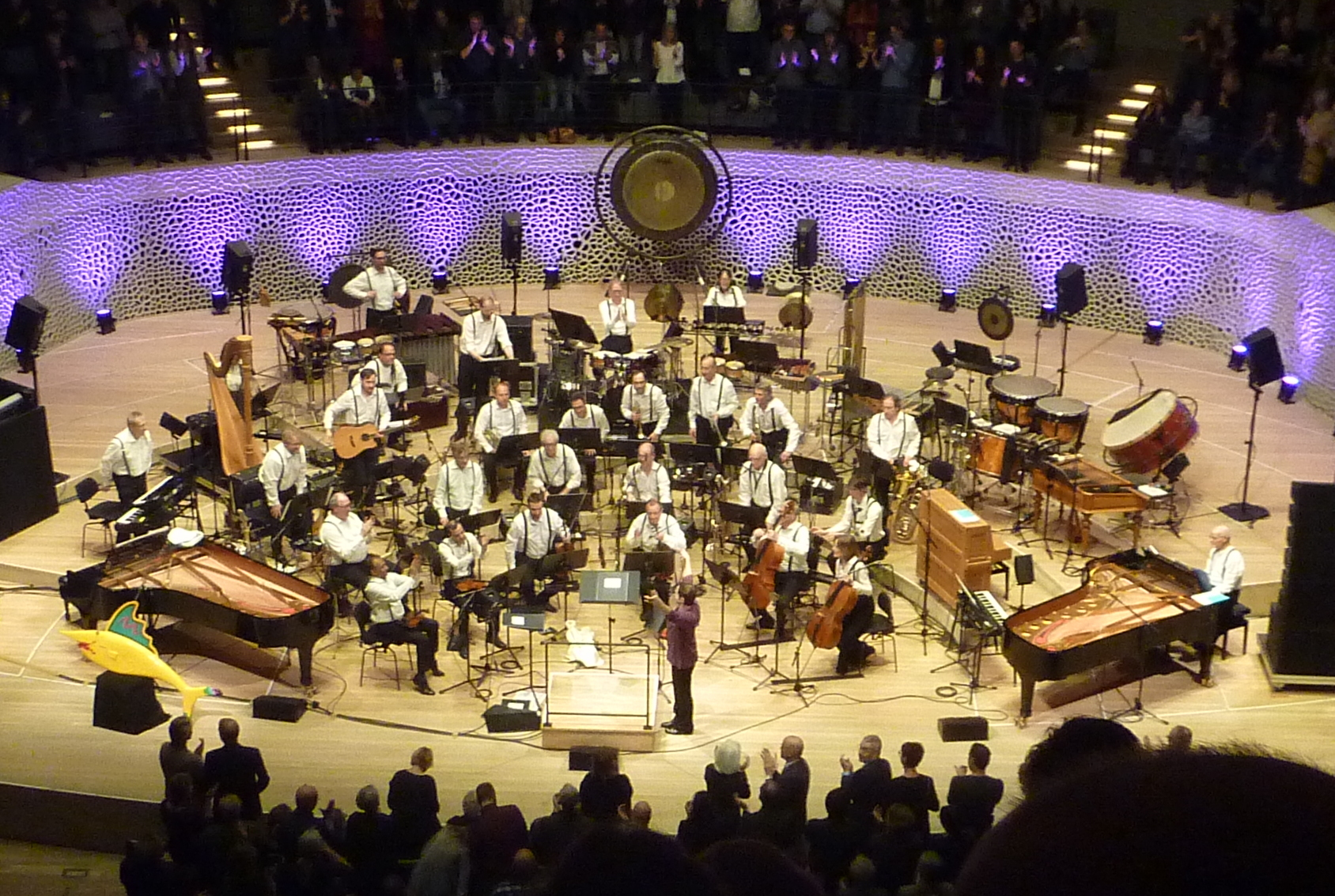
Das Ensemble Modern, 2020, in Hamburg

Das Ensemble Modern (EM) ist ein in Frankfurt am Main beheimatetes, international besetztes Solistenensemble, das sich schwerpunktmäßig der aktuellen Musik widmet.

## Geschichte
Das Ensemble Modern wurde 1980 gegründet, als sich eine Gruppe Studierender der Jungen Deutschen Philharmonie zusammenschloss. Das Ensemble verzichtet auf eine künstlerische Leitung, stattdessen werden sämtliche Projekte, Koproduktionen und finanziellen Belange basisdemokratisch gemeinsam entschieden, getragen und umgesetzt. Derzeit vereint das Ensemble ca. 20 Solisten verschiedenster Herkunft: Belgien, Bulgarien, Deutschland, Griechenland, Indien, Israel, Japan, die USA und die Schweiz bilden den kulturellen Hintergrund der Formation.
Seit 1985 ist das Ensemble Modern in Frankfurt am Main beheimatet, wo es seitdem eine Abonnementreihe in der Alten Oper bestreitet. In Kooperation mit der Oper Frankfurt realisiert es regelmäßig Musiktheaterproduktionen sowie seit 1993 die Werkstattkonzertreihe Happy New Ears, seit 2019 in einer Dreierkooperation mit der Hochschule für Musik und Darstellende Kunst Frankfurt (HfMDK). Gemeinsam mit dem hr-Sinfonieorchester veranstaltet das Ensemble Modern seit 2011 das Festival cresc... Biennale für aktuelle Musik Frankfurt Rhein Main. Das Spektrum des Ensemble Modern umfasst musik- und tanztheatralische Genres, multimediale Formen sowie Kammermusik, Ensemble- und Orchesterkonzerte. Zusammengearbeitet hat das Ensemble im Laufe der Jahre u. a. mit John Adams, Mark Andre, George Benjamin, Unsuk Chin, Péter Eötvös, Brian Ferneyhough, Heiner Goebbels, Friedrich Goldmann, Hans Werner Henze, Heinz Holliger, Mauricio Kagel, György Kurtág, Helmut Lachenmann, György Ligeti, Cathy Milliken, Brigitta Muntendorf, Olga Neuwirth, Enno Poppe, Steve Reich, Wolfgang Rihm, Rebecca Saunders, Iris ter Schiphorst, Simon Steen-Andersen, Karlheinz Stockhausen, Mark Anthony Turnage, Frank Zappa, Hans Zender und Vito Žuraj.
Pro Jahr gibt das Ensemble Modern ca. 100 Konzerte und erarbeitet durchschnittlich 70 Werke neu, davon etwa 20 Uraufführungen. Die bisherigen Tourneen führten das Ensemble bereits nach Afrika, Australien, China, Indien, Japan, Korea, Südamerika, Taiwan, Russland und die USA. Regelmäßig ist es auch auf Festivals vertreten, so auf den Salzburger Festspielen, den Klangspuren Schwaz, den Berliner Festspielen, dem Lucerne Festival, dem Festival d’Automne à Paris oder dem Festival Ars Musica in Brüssel. Seit 2016 ist Christian Fausch Künstlerischer Manager und Geschäftsführer des Ensemble Modern. 
2003 wurde die Internationale Ensemble Modern Akademie (IEMA) als Ausbildungsstätte des Ensemble Modern gegründet. Sie bietet Ausbildungsprogramme für verschiedene Zielgruppen, von Education-Projekten über internationale Meisterkurse für Instrumentalisten bis hin zu Formaten für Nachwuchskünstler zu Beginn ihres Berufseinstiegs an. Den Schwerpunkt bildet der Masterstudiengang, der seit 2006 in Kooperation mit der Hochschule für Musik und Darstellende Kunst Frankfurt (HfMDK) durchgeführt wird. Zudem versteht sich die IEMA als Plattform für diskursive Formate.
Das Ensemble Modern führt seit 2000 mit Ensemble Modern Medien ein eigenes Label. Zahlreiche Produktionen, die oft in Zusammenarbeit mit den öffentlich-rechtlichen Rundfunkanstalten in Deutschland entstehen, sind so dauerhaft zugänglich. Weitere der insgesamt über 150 Tonträgerveröffentlichungen sind in anderen etablierten Labels erschienen.
Das Ensemble Modern ist seit 2019 ein Kooperationspartner der „Akademie Musiktheater heute“ (AMH), dem Förderprogramm der Deutsche Bank Stiftung für den Musiktheaternachwuchs. Im Rahmen dieser Zusammenarbeit wirken Musikerinnen und Musiker des Ensemble Modern gemeinsam mit Stipendiatinnen und Stipendiaten der AMH sowie Sängerinnen und Sängern der Hochschule für Musik und Darstellende Kunst Frankfurt (HfMDK) an jährlich stattfindenden Musiktheaterprojekten mit.

## Mitglieder
Eva Böcker (Violoncello), Jaan Bossier (Klarinette), Paul Cannon (Kontrabass), Uwe Dierksen (Posaune), David Haller (Schlagzeug), Christian Hommel (Oboe), Megumi Kasakawa (Viola), Michael Maria Kasper (Violoncello), Hermann Kretzschmar (Klavier), Jagdish Mistry (Violine), Norbert Ommer (Klangregie), Giorgos Panagiotidis (Violine), Rainer Römer (Schlagzeug), Johannes Schwarz (Fagott), Sava Stoianov (Trompete), Dietmar Wiesner (Flöte), Ueli Wiget (Klavier).

## Diskographie (Auswahl)
- 1990: Wolfgang Rihm: umsungen / Peter Ruzicka: … der die Gesänge zerschlug (Ars Musici 0825-2)
- 1993: Heiner Goebbels: La Jalousie / Red Run / Herakles 2 / Befreiung (ECM Records 1483 4377997-2); Heinz Holliger: Scardanelli-Zyklus (ECM Records 1472/73 437 441-2); Mauricio Kagel: Exotica (MusiKado AUL 66099); Conlon Nancarrow: Studies (RCA/BMG 09026 61180 2); Frank Zappa: The Yellow Shark (Barking Pumpkin Records 21160572)
- 1994: Isang Yun: Mugung-Dong / Teile dich Nacht / Oktett / Impression (Ars Musici AM 0855-2)
- 1995: Hans Zender: Schuberts Winterreise (RCA/BMG 09026 68067 2)
- 1996: Mark-Anthony Turnage: Blood on the Floor (DVD) (Arthaus Musik 100 430)
- 1997: John Cage: The Piano Concerts (mode 57)
- 1998: Hanns Eisler: Roaring Eisler (RCA/BMG 74321 56882 2)
- 1999: Charles Ives: Fourth Symphony (EM Medien EMCD-001); Kurt Weill, Bertolt Brecht: Die Dreigroschenoper (RCA/BMG 74321 6464 2)
- 2000: George Benjamin: Sudden Time / Three Inventions / Viola, Viola (Nimbus Records NI 5732); Fred Frith: Traffic continues (Winter & Winter 910 044-2)
- 2001: Ludwig van Beethoven: Sinfonie Nr. 5 (BMC Records BMC CD 063); Emmanuel Nunes: Quodlibet (Montaigne 782055)
- 2002: Heiner Goebbels: Eislermaterial (ECM Records 1779 461 648-2); Helmut Lachenmann: Schwankungen am Rand (ECM Records 1798 461949-2); Steve Reich: City Life / New York Counterpoint / Eight Lines / Violin Phase (RCA/BMG 74321 66459 2)
- 2003: Frank Zappa: Greggery Peccary & Other Persuasions (RCA Records 82876 56061 2 RCA Red Seal)
- 2006: Morton Feldman: For Samuel Beckett (HatHutRecords hat[now]ART 142); György Kurtág: Complete Choral Works (Hänssler Klassik CD 93.174)
- 2007: Helmut Lachenmann: NUN (EM Medien EMCD-004); Helmut Lachenmann: Concertini / Kontrakadenz (EM Medien EMSACD-001); Helmut Lachenmann, Richard Strauss: Ausklang / Eine Alpensinfonie (EM Medien EMCD-003); Steve Reich: City Life (DVD) (WMG B000O17184)
- 2008: Heiner Goebbels: Schwarz auf Weiß (DVD) (WERGO NZ71); George Benjamin: Into the Little Hill (Nimbus Records NI5828); Porträt-CDs von Hermann Kretzschmar (EM Medien EMCD-005) und Johannes Schwarz (EM Medien EMSACD-002)
- 2009: Porträt-CDs von Michael M. Kasper (EM Medien EMCD-006), Ueli Wiget (EM Medien EMCD-007), Sava Stoianov (EM Medien EMCD-009) und Valentin Garvie (EM Medien EMCD-009); Alva Noto + Ryuichi Sakamoto: utp_ (DVD) (Raster Noton r-n096)
- 2010: Porträt-CDs von Dietmar Wiesner (EM Medien EMCD-011), Rainer Römer (EM Medien EMCD-012), Jagdish Mistry (EM Medien EMCD-013), Uwe Dierksen (EM Medien EMCD-014 und EMSACD-004), Eva Böcker (EM Medien EMSACD-003), Rafal Zambrzycki-Payne (EM Medien EMCD-015)
- 2011: Ensemble Modern - Ernest Bour (EM Medien EMCD-017)
- 2012: Arnulf Herrmann: Wasser - Musiktheater in 13 Szenen (EM Medien EMCD-019)
- 2013: Hans Zender: 33 Veränderungen über 33 Veränderungen (EM Medien EMCD-020)
- 2014: Friedrich Goldmann, Arnold Schönberg, Mathias Spahlinger, Anton Webern: Peng! Gründungskonzert Ensemble Modern (EM Medien EMCD-025); Porträt-CD von Saar Berger (EM Medien EMCD-026 und EMCD-027)
- 2017: Porträt-CDs von Rumi Ogawa (EM Medien EMCD-035) und Megumi Kasakawa (EM Medien EMCD-036)
- 2018: Porträt-CD von Christian Hommel (EM Medien EMCD-041 und EMCD-042)
- 2020: Ensemble Modern – Beschenkt (EMCD-048/049); Porträt-CD von Paul Cannon (EM Medien EMCD-050)
- 2022: Wolfgang Rihm: Jagden und Formen (EMCD-051)
- 2022: Heiner Goebbels: A House of Call (2 CDs) ECM Records

## Auszeichnungen (Auswahl)
- 1985: Preis des französischen Außenministers zum Europäischen Jahr der Musik
- 1987: Preis der Kritik, verliehen vom Verband der Komponisten und Musikwissenschaftler der DDR für hervorragende interpretatorische Leistungen bei der XI. Musik-Biennale in Berlin
- 1987: Schneider-Schott-Musikpreis Mainz (Preisträger)
- 1989: Berliner Kritikerpreis des Verbandes deutscher Kritiker in der Sparte Musik, Verleihung in der Akademie der Künste
- 1992: Hessischer Kulturpreis 1992, verliehen vom Land Hessen in der Sparte Kulturvermittlung dem Ensemble Modern für seine Interpretation moderner Musik
- 1993: Preis der Deutschen Schallplattenkritik, Vierteljahresliste 4/1993 für: György Kurtág: Song Cycles (Peter Eötvös, Dirigent). Die National Academy of Recording Arts & Sciences nominiert das Ensemble Modern und Ingo Metzmacher mit der Aufnahme: A Portrait of Charles Ives als beste orchestrale Einspielung.
- 1994: Kunstpreis Berlin – Jubiläumsstiftung 1848/1948. Förderpreis Musik, verliehen von der Akademie der Künste, Berlin
- 1996: Binding-Kulturpreis
- 1997: Grammy Nominée (National Academy of Recording Arts & Sciences) Nomination for Best Small Ensemble Performance für die CD John Adams: Shaker Loops / Phrygian Gates / Chamber Symphony (Sian Edwards, Dirigentin); 
Echo: Deutscher Schallplattenpreis, das Ensemble Modern wird Ensemble des Jahres mit der Aufnahme Fighting the waves von George Antheil, Dirigent HK Gruber.
- 1998: Der Preis der Theaterkritiker Barcelonas 1998–1999 in der Kategorie Beste fremdsprachige Produktion für Schwarz auf Weiss von Heiner Goebbels.
- 2000: Preis der Deutschen Schallplattenkritik, Vierteljahresliste 1/2000 für die CD Die Dreigroschenoper von Kurt Weill unter Leitung von HK Gruber in der Kategorie Oper
- 2004: ECHO Klassik.[Anm 1] Das Ensemble Modern erhält die Auszeichnungen des Deutschen Schallplattenpreises für die Kategorie Bestes Ensemble/Orchester und Beste Kammermusikeinspielung für die CD Ensemble Modern plays Frank Zappa’s Greggery Peccary & Other Persuasions.
- 2006: Auszeichnung des Beijing Music Festival Artist of the year
- 2007: Deutschland – Land der Ideen, Ausgewählter Ort 2007: Ensemble Modern
- 2009: Die Internationale Ensemble Modern Akademie erhält den Praetorius Musikpreis Niedersachsen in der Kategorie Musikinnovationspreis.
- 2024: Silberner Löwe der Biennale Musica di Venezia[4]

## Filme
- Leidenschaft Neue Musik. Über Vielfalt und Freiheiten im Ensemble Modern. Dokumentarfilm, Deutschland, 2011, 27:40 Min., Buch und Regie: Joachim Meißner und Marion Morawek, Produktion: Hessischer Rundfunk, Reihe: wissen und mehr, Erstsendung: 20. März 2012 im HR-Fernsehen[Anm 2]

- Wenn die Bühne brennt ... Ein Porträt des Ensemble Modern. Dokumentarfilm, Deutschland, 2011, 53:20 Min., Buch und Regie: Manfred Scheyko, Produktion: Hessischer Rundfunk, arte, Erstsendung: 5. Dezember 2011 bei arte[Anm 3]